# Korzenie (album Frontside)
Korzenie – album kompilacyjny polskiej grupy muzycznej Frontside. Wydawnictwo ukazało się 14 grudnia 2009 roku nakładem wytwórni muzycznej Mystic Production.

## lista utworów
CD 1
1. Intro • 00:41
2. Siedem • 05:20
3. Ktoś • 04:26
4. Teraz • 01:05
5. Brud • 05:11
6. Wspomnienia • 04:00
7. Ślepcy • 06:21
8. Bez odpowiedzi • 06:16
9. Kiedyś • 01:00
10. Ciemny pokój • 02:14
11. Sen • 03:47
12. Ego • 03:04
13. Nigdy do końca nie zaufaj • 02:13
14. Siedem • 04:53
15. Czekanie • 03:01
16. Ślepi • 04:22
17. Prawda • 03:37
18. Alfabet • 03:33
19. Ego • 02:58
20. Jestem widzem • 04:10
21. Mc. Killer • 02:06
22. Bez odpowiedzi • 05:11

CD 2
1. Ciemny pokój • 02:03
2. Gdy wszystko staje się niczym • 02:46
3. Ogrody partnerstwa • 04:36
4. Przysłowie • 04:15
5. Diabelska dusza • 03:12
6. Bastiony głupoty • 05:34
7. Satyra na pijanych chłopów i cyrk • 02:54
8. Aglomeracje • 03:43
9. Alarm! • 03:18
10. Batman-hero • 03:16
11. Uchwyć ten cień • 04:13
12. Żyły • 04:35
13. Sosnowiecki song • 03:18
14. Autobiografia • 02:27
15. Czy pamiętasz tamte lata? • 02:48
16. Połykacz • 03:21
17. Instrumentalny • 02:51
18. Marzenia • 02:57
19. Na zawsze hardcore • 04:35
20. Już czas • 03:23
21. Deathcore legion • 03:59
22. Niewidomy • 04:45